# Plaza del Rey (Barcelona)
La plaza del Rey (en catalán: plaça del Rei) se ubica en el Barrio Gótico de Barcelona, en el Distrito de Ciutat Vella. Se trata de una plaza monumental, rodeada de edificios góticos y renacentistas, la mayor parte de los cuales forman parte del conjunto del Palacio Real Mayor, que fue la residencia y sede del gobierno de los condes de Barcelona y de los reyes de Aragón.
Los edificios más significativos del conjunto palaciego son El Tinell, sobre el que se levanta la torre conocida como Mirador del Rey Martín, la capilla de Santa Ágata y el palacio del Lloctinent. El edificio que cierra esta plaza rectangular es la Casa Padellás, que data del siglo XVI y que fue trasladada piedra a piedra desde su ubicación original, en la calle Mercaders.

## Historia

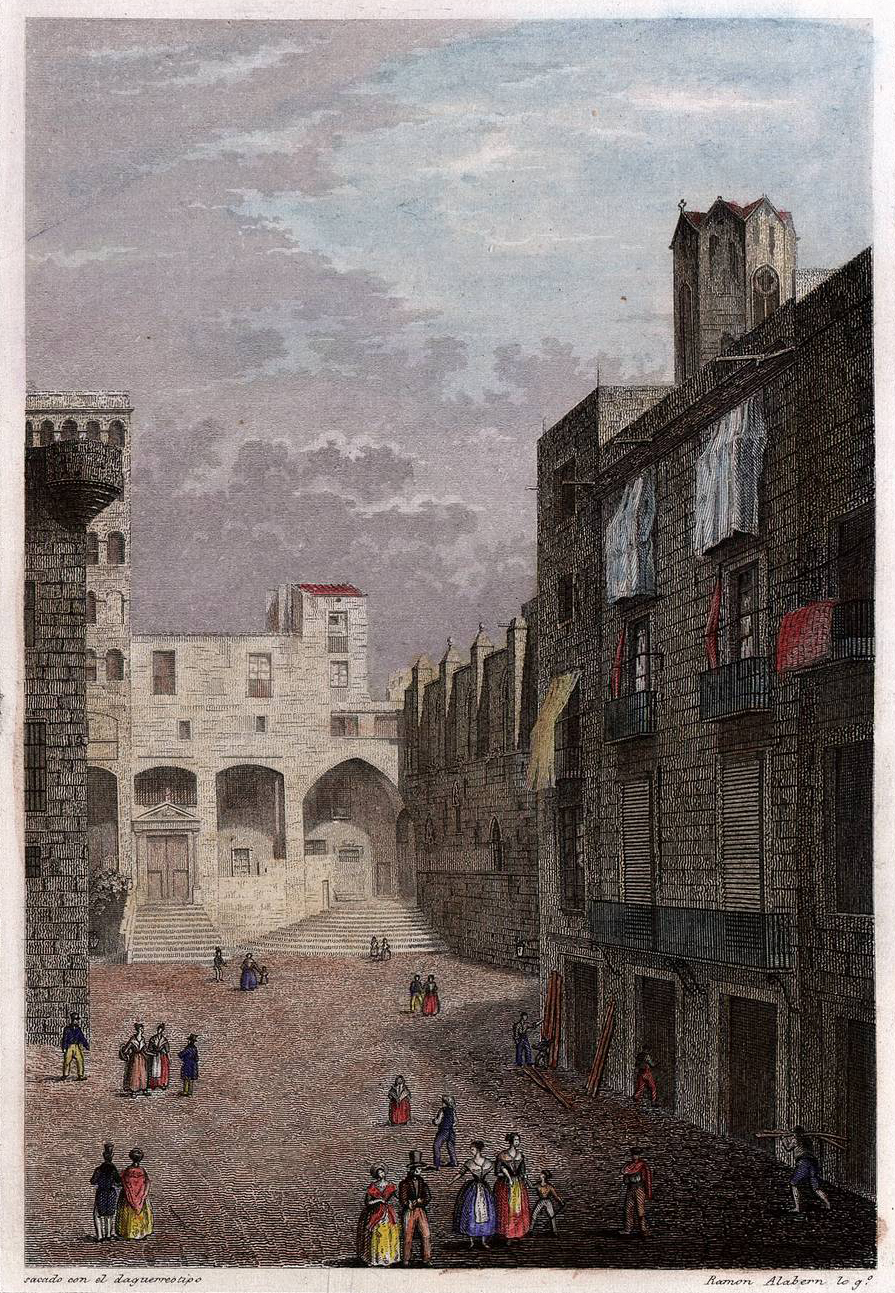
Vista de la plaza hacia 1842

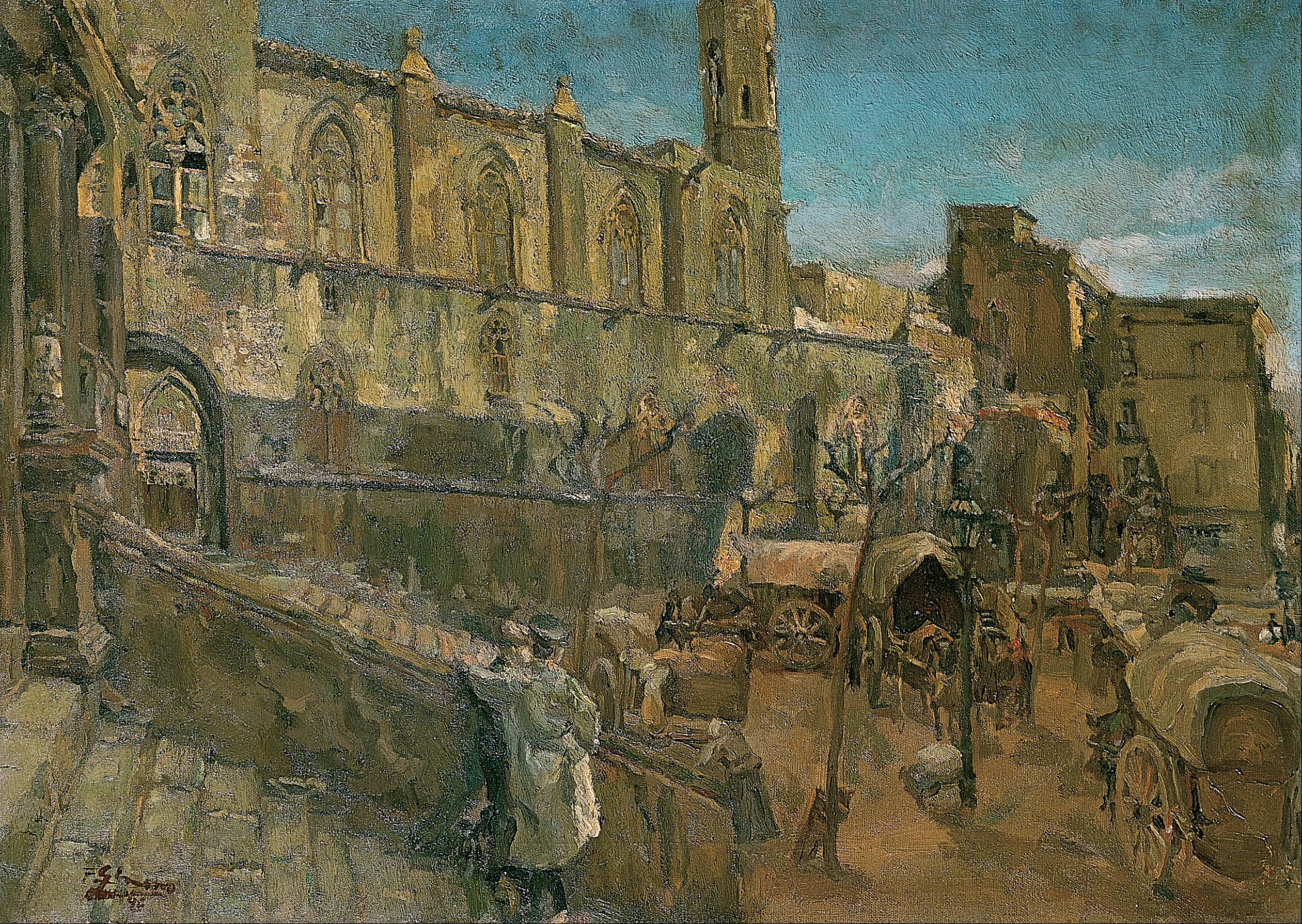
Plaza del Rey (1896), pintura de Francisco Gimeno.

La actual plaza, junto con el terreno donde hoy se levanta el palacio del Lloctinent, formaban parte del corral del palacio real. Aunque quedaba cerrado por una muralla, era un espacio abierto al pueblo, usado durante siglos como mercado. La plaza a lo largo del tiempo ha tenido diferentes usos y en 1387, durante el reinado de Juan I, tuvo lugar la primera corrida de toros en Barcelona, según se recoge de forma oficial en el Archivo General de la Corona de Aragón.
El 7 de diciembre de 1492, en las escaleras de la entrada del Palacio Real Mayor, el rey Fernando II de Aragón sufrió un intento de asesinato por parte de Joan de Canyamars, siendo posteriormente juzgado y condenado a muerte.

## Arquitectura

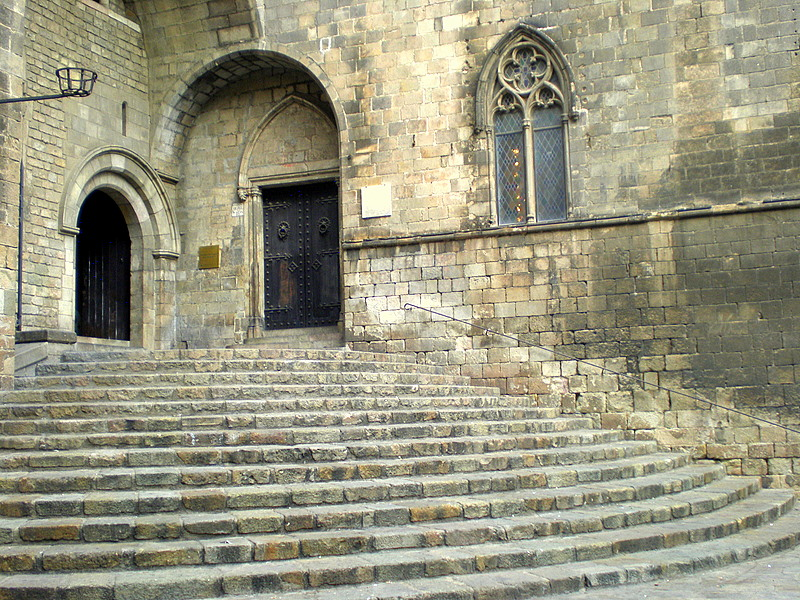
Escalinatas del Palacio Real

La actual disposición rectangular de la plaza se atribuye a un proyecto de urbanización llevado a cabo en la segunda mitad del siglo XIV, durante el reinado de Martín I, desplazando el mercado con objeto de crear un espacio apto para la celebración de justas.
A mediados del siglo XIX el Ayuntamiento de Barcelona encargó al arquitecto municipal Francisco Daniel Molina la reforma de la plaza, que sufría la decadencia de los edificios del entorno, que habían perdido su uso noble. Molina construyó una fuente monumental, de estilo neogótico, que fue inaugurada el 16 de octubre de 1853. Entre la fuente y la capilla de Santa Ágata se instaló una columna, reconstruida con los restos de otras dos del antiguo Templo de Augusto, aparecidas tras el derribo de una casa de la calle Llibreteria.
Entre 1931 y 1934 se llevó a cabo una nueva reforma a cargo de Agustín Durán Sanpere, que dio a la plaza, en gran medida, su aspecto actual. Se suprimieron los árboles y la fuente neogótica de Molina. En esta misma época se trasladó aquí la Casa Padellàs, ubicada originalmente en un tramo de la calle Mercaders derribado por la apertura de la Vía Layetana. A raíz de esta reconstrucción, se descubrieron en el subsuelo de la plaza un importantes restos de la ciudad romana. Este descubrimiento motivó la creación del Museo de Historia de Barcelona (MHCB), impulsado por el propio Duran i Sanpere e instalado en la Casa Padellàs desde 1943.
En 1956 la columna romana fue trasladada a la sede del Centro Excursionista de Cataluña, donde se conservan los otros restos del Templo de Augusto.
En 1986 se instaló en la plaza la escultura Topos V, una obra de acero fundido de Eduardo Chillida.